# Arabesque
Arabesque («Арабеск», в русскоязычных СМИ распространено именование Арабески) — западногерманская женская поп-группа, работавшая в жанре диско с элементами хай-энерджи. Музыку почти ко всем песням группы написал Жан Франкфуртер. Основная вокалистка группы Сандра после распада группы продолжила успешную сольную карьеру (в 1990-х годах также принимала участие в проекте Enigma).

## История группы
Группа «Arabesque» была создана в 1977 году (зарегистрирована в немецком городе Оффенбахе в студии, которой владел продюсер Фрэнк Фариан). В то время в Европе существовала мода на «дамские коллективы» или группы, в которых женский вокал был доминирующим: Baccara, ABBA, Boney M.
Состав группы Arabesque был непостоянным и в начале существования менялся несколько раз. Первоначальный состав, с которым был записан сингл «Hello Mr. Monkey», выглядел так:
- Мари Анн Нагель (Mary Ann Nagel),
- Карен Энн Тепперис (Karen Ann Tepperis),
- Микаэла Роуз (Michaela Rose).

Мари Анн Нагель исполнила песни «Hello Mr. Monkey» (есть видеозапись её выступления с этой песней в 1977 г.) и «Buggy boy», а в 1978 г. покинула группу, посвятив себя семье. Некоторое время в 1979 году в состав группы входила кантри-певица Эльке Брюкхаймер (Elke Brückheimer) из Германии, далее пришла Хайке Римбо, и следующий состав Arabesque был таким:
- Карен Энн Тепперис (Karen Ann Tepperis),
- Хайке Римбо (Heike Rimbeau),
- Микаэла Роуз (Michaela Rose).

Ясмин Феттер, до музыкальной карьеры занимавшаяся спортом, заменила родившую ребёнка и ушедшую из группы Карен Энн Тепперис, и состав группы стал следующим:
- Хайке Римбо (Heike Rimbeau),
- Ясмин Элизабет Феттер (Jasmin Elizabeth Vetter),
- Микаэла Роуз (Michaela Rose).

В 1979 году из Arabesque, приняв участие в записи второго альбома, уходит забеременевшая Хайке Римбо. Вместо неё приняли семнадцатилетнюю, малоизвестную Сандру Лауэр, и окончательный состав стал таким:
- Сандра Анн Лауэр (Sandra Ann Lauer),
- Ясмин Элизабет Феттер (Jasmin Elizabeth Vetter),
- Микаэла Роуз (Michaela Rose).

Сандра сразу стала неформальным лидером в группе — в подавляющем большинстве песен основной вокал принадлежал ей, несколько песен исполняла Микаэла.
Arabesque были очень популярны в Японии после того как в 1978 году на MIDEM-ярмарке в Каннах на них обратили внимание представители японской звукозаписывающей компании «Jhinko Music». В Европе же, включая родную Германию, до выхода сингла «Marigot Bay» в 1980 году, группа не могла похвалиться «бешеным» успехом. После этого они обрели некоторую известность, но до «японского» уровня так и не поднялись: из девяти альбомов, вышедших в Японии, в Германии вышли лишь четыре.
В 1984 году истёк срок пятилетнего контракта Сандры на работу в Arabesque. Она при поддержке своего будущего мужа Михаэля Крету решает начать сольную карьеру, а группа прекращает своё существование. В том же году выходит последний альбом группы «Time To Say Good Bye».

### Rouge
Микаэла Роуз и Ясмин Феттер, пытаясь не упустить свой шанс, создают новую группу под названием Rouge, однако успеха она не имела. Rouge распались в 1988 году.

### Arabesque feat. Michaela Rose
В 2006 году в честь 30-летия группы, проект был возрождён: Arabesque стали хэдлайнерами фестиваля «Легенды Ретро FM». В настоящее время группа Arabesque в составе Микаэлы Роуз и двух новых певиц Сабины Кемпер и Зильке Браунер даёт концерты в России, официально называется Arabesque feat. Michaela Rose и исполняет старые песни Arabesque.
В 2017 году, получив от звукозаписывающей компании Monopol Records эксклюзивные права на использование названия группы и репертуара, Микаэла Розе выпустила обновлённую версию песни «Zanzibar».

## Дискография
Полная дискография альбомов вышла только в Японии. В Германии состоялся релиз только 5 номерных альбомов. Всего Arabesque спели 90 песен в следующих альбомах:
- 1978 Arabesque I «Arabesque» (в Германии — «Friday Night»)
- 1979 Arabesque II «Peppermint Jack» (в Германии — «City Cats»)
- 1980 Arabesque III «Marigot Bay» (в Германии «Marigot Bay»)
- 1980 Arabesque IV «Midnight Dancer»
- 1981 Arabesque V «Billy’s Barbeque» (в Германии — «In For A Penny»)
- 1982 Arabesque VI «Caballero»
- 1982 Arabesque VII «Why No Reply»
- 1983 Arabesque VIII «Loser Pays The Piper» (в Германии — «Dance Dance Dance»)
- 1984 Arabesque IX «Time To Say Good Bye»

Также в 1982 году был выпущен концертный альбом:
- 1982 Fancy Concert

Кроме того, были выпущены синглы:
- 1977 Hello Mr. Monkey
- 1978 Friday Night
- 1979 City Cats
- 1979 Peppermint Jack
- 1980 Take Me Don’t Break Me
- 1980 Marigot Bay
- 1981 In For A Penny, In For A Pound
- 1982 Indio Boy
- 1982 Tall Story Teller c/w Caballero
- 1983 Why No Reply
- 1983 Sunrise In Your Eyes
- 1985 Time To Say Goodbye
- 1986 Ecstasy
- 1998 Hello Mr. Monkey (Remix)
- 2008 Margiot Bay 2008 (feat. Michaela Rose) (цифровой релиз)
- 2014 Dance Into The Moonlight (feat. Michaela Rose) (цифровой релиз)
- 2017 Zanzibar (original Michaela Rose) (цифровой релиз)[5]